# Ет-Тафіла (провінція)
Провінція Ет-Тафіла (араб. محافظة الطفيلة) — одна з дванадцяти провінцій Йорданії. Розташована на заході країни. Адміністративний центр та найбільше місто — Ет-Тафіла.

## Географія
На півночі Ет-Тафіла межує з провінцією Ель-Карак, на південному сході — з провінцією Маан, на півдні — з провінцією Акаба, на заході — з Ізраїлем.

## Адміністративний поділ

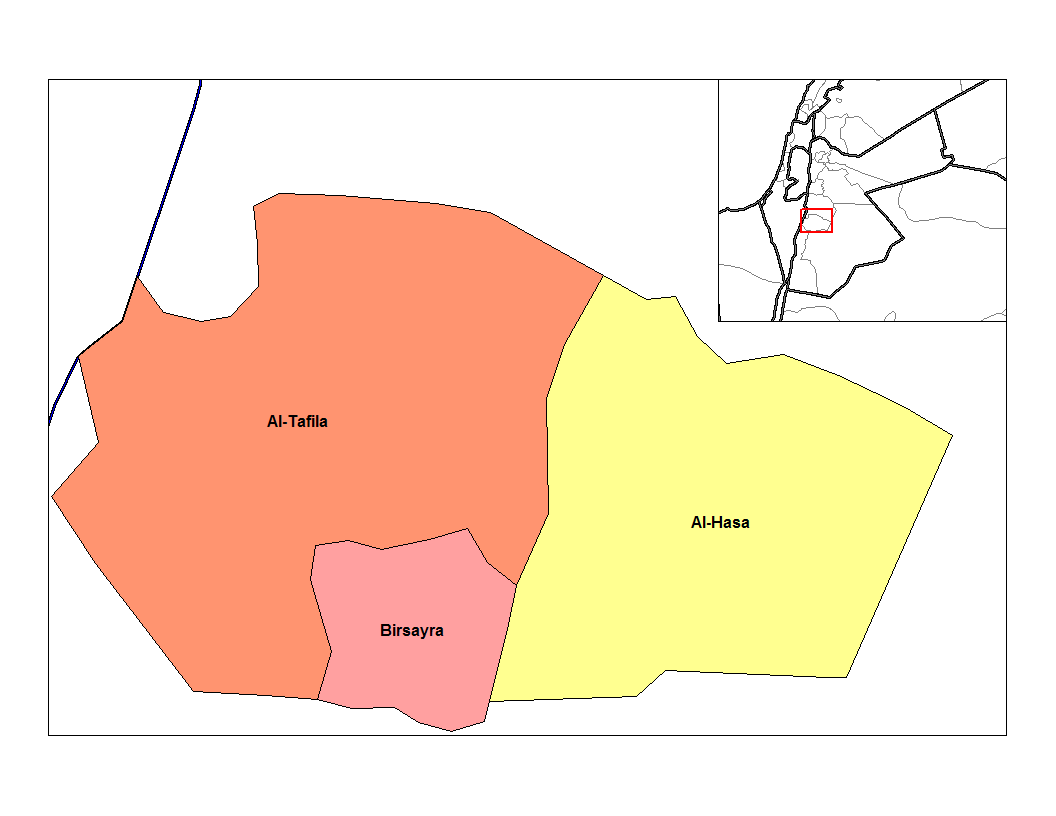
Райони провінції

Провінція Ет-Тафіла поділяється на три райони:
- Аль-Хаса
- Аль-Тафіла
- Бісайра